# Colobra llisa
La colobra llisa o serp llisa septentrional (Coronella austriaca) és una espècie de serp de la família Colubride, que habita al nord i centre d'Europa així com al nord de l'Iran.